# Pic de Cataverdis
Pic de Cataverdis är en bergstopp i Andorra, på gränsen till Frankrike. Den ligger i den nordvästra delen av landet. Toppen på Pic de Cataverdis är 2 805 meter över havet.
Den högsta punkten i närheten är 2 834 meter över havet, 1,3 kilometer sydväst om Pic de Cataverdis.. 
I trakten runt Pic de Cataverdis förekommer i huvudsak kala bergstoppar.